# Johan Henry van Kervel Heyerdahl
Johan Henry van Kervel Heyerdahl, född 29 juni 1825, död 1903 i Köpenhamn, var en norsk officer och industriman.
Heyerdahl tjänstgjorde efter officersexamen vid en järnvägsanläggning i England, varefter han medverkade som ingenjör vid ledningen av Hovedbanens byggnad. Han ledde 1855–57 de första undersökningarna angående Kongsvingerbanen. Åren 1870–87 var han teknisk direktör för Christiania seildugsfabrik. Han uppträdde under 1880-talets politiska strider på folkmöten och i press till försvar för Høyre, med stark betoning av det praktiska livets intressen.